# Zagwozdnik fiołkowy
Zagwozdnik fiołkowy, ściga fioletowa (Callidium violaceum) – gatunek chrząszcza z rodziny kózkowatych i podrodziny kózkowych (Cerambycinae).

## Opis
Ciało długości od 8 do 16 mm. Odległość między nasadami czułków nieco większa niż między wewnętrznymi krawędziami oczu ponad nimi. Czwarty człon czułków krótszy niż trzeci. Przedplecze metalicznie niebieskie lub fioletowe, pośrodku matowe i silnie pomarszczone, po bokach zaokrąglone i pokryte rzadko rozmieszczonymi włoskami. Pokrywy barwy przedplecza, nieowłosione. Biodra odnóży przednich prawie przylegające, a ich panewki poprzeczne i od zewnątrz kanciaste.

## Biologia i ekologia
Polifag lasów liściastych i mieszanych. Saproksylofag. Zasiedla usychające i powalone drzewa, leżaninę, chrust, a nawet słupy i płoty. Notowany ze świerków, jodeł, sosen, modrzewi, jałowców, buków, dębów, klonów, olch, wierzb i drzew owocowych. Imagines spotyka się od maja do lipca, rzadziej sierpnia, najliczniej w czerwcu. Larwy osiągają do 26 mm. Cykl rozwojowy zwykle dwuletni.

## Rozprzestrzenienie
Znany z Europy, Kaukazu, Azji Mniejszej, Syrii, Syberii, Japonii, Chin, Korei i Ameryki Północnej.